# リチャード・ネヴィル (第16代ウォリック伯)
第16代ウォリック伯爵、第6代ソールズベリー伯爵リチャード・ネヴィル（Richard Neville, 16th Earl of Warwick and 6th Earl of Salisbury, 1428年11月22日 - 1471年4月14日）は、イングランドの貴族。第5代ソールズベリー女伯アリス・モンタギューと第5代ソールズベリー伯（妻の権利）リチャード・ネヴィルの長男。第16代ウォリック女伯アン・ビーチャムと結婚し、1449年に妻の権利で第16代ウォリック伯爵となった。1462年には母の死により第6代ソールズベリー伯爵位も継承した。薔薇戦争期にその動向が二度にわたって国王の即位や復位を左右したことから「キングメーカー」と称された。

## 略歴
第5代ソールズベリー女伯爵アリス・モンタギュー（第4代ソールズベリー伯爵トマス・モンタギューの娘）とその夫で妻の権利による第5代ソールズベリー伯爵のリチャード・ネヴィル（初代ウェストモーランド伯爵ラルフ・ネヴィルの三男）の間の長男として生まれる。第16代ウォリック女伯アン・ビーチャムと結婚して妻の権利により第16代ウォリック伯爵となった。ウォリック伯は当時のイングランドにおいてもっとも豊かで強大な貴族であった。
結婚と相続の恩恵を受けて、ウォリックは1450年代にイングランド政界の中枢に躍り出る。元来はヘンリー6世を支持していたが、サマセット公エドムンド・ボーフォートとの領土紛争のため、国王と対立するヨーク公リチャード（叔母セシリー・ネヴィルの夫）と協力関係を持つようになる。この紛争によりウォリックは、戦略的に価値のある官職であるカレー司令官の地位を手にする。このことはその後、彼を大いに利することになる。サマセット公との紛争は後に全面的な内乱へと発展し、ヨーク公とウォリックの父ソールズベリー伯は戦死する。
しかし、ヨーク公の子でウォリックの従弟に当たるマーチ伯エドワードはウォリックの支援を得て勝利を収め、エドワード4世として即位する。エドワード4世は当初はウォリックの補佐を受けて統治していたが、両者は外交政策とエドワード4世の結婚をめぐって対立するようになる。エドワード4世の弟クラレンス公ジョージを即位させる陰謀が失敗した後、ウォリックはヘンリー6世を復位させる。しかしこの勝利はつかの間のものであり、1471年のバーネットの戦いでウォリックはエドワード4世に敗死する。薔薇戦争の主要人物の1人であり、2人のイングランド王の退位に関与したため、後に「キングメーカー」の渾名で呼ばれることとなる。
ウォリックには男子はなかった。年長の2人の娘のうちイザベルはクラレンス公ジョージと結婚し、アンはヘンリー6世の王太子エドワードとの短い結婚の後、エドワード4世とクラレンス公の弟で後にリチャード3世となるグロスター公リチャードと結婚した。
ウォリックの歴史的遺産は大いに議論の的になってきた。歴史的見解はウォリックを自己中心的で軽率な人物と見るか、恩知らずの国王の気まぐれの犠牲者と見るかで常に揺れてきた。しかし当時、ウォリックは社会のすべての層から人気を勝ち得ており、政治的支援を得るため大衆にアピールするのに長けていたというのが一般的な見方である。

## 生涯

### ウォリック伯爵位襲爵
ネヴィル家はスコットランド人との戦争によって14世紀に台頭したダラム地方の一族である。1397年にウォリック伯の祖父ラルフ・ネヴィルはウェストモーランド伯に叙された。ラルフの子で後のウォリック伯の父リチャード・ネヴィルは2度目の結婚によって生まれた年少の息子であり、伯爵領の後継者ではなかった。しかし彼は第4代ソールズベリー伯トマス・モンタギューの1人娘で女後継人である第5代ソールズベリー女伯アリスとの結婚によって妻の権利で第5代ソールズベリー伯位を手にした。
このソールズベリー伯夫妻の息子で、父と同名である後のウォリック伯リチャード・ネヴィルは1428年11月22日に生まれたが、幼少期についてはほとんど分かっていない。リチャードは6歳の時に第13代ウォリック伯リチャード・ド・ビーチャムとその妻で第5代バーグハーシュ女男爵イザベル・ル・ディスペンサーの娘アン・ビーチャムと婚約した。これによってリチャードはソールズベリー伯領だけでなく、モンタギュー家、ビーチャム家とディスペンサー家の遺産のかなりの部分を継承する立場となった。
しかし彼はさらに幸運に恵まれる。1446年、13代ウォリック伯の息子でリチャードの姉と結婚していた初代ウォリック公（14代ウォリック伯）ヘンリー・ド・ビーチャムが亡くなった。そのヘンリーの娘であるアンも1449年に亡くなったため、リチャードは妻の権利によりウォリック伯位をも得ることになったのである。
だが、リチャードの領地継承には疑問がさし挟まれた。継承に関する長引く争いは、特に第2代サマセット公エドムンド・ボーフォートとの間に起こった。サマセット公はリチャード・ド・ビーチャムが初めの結婚によってもうけた娘と結婚していた（リチャード・ド・ビーチャムはエリザベス・バークレーと結婚し、その間には3人の娘が生まれていた。サマセット公はそのうちの1人、エレノアと結婚していた）。紛争はウォリック伯位に対してではなく、領地に対するものであった。ヘンリーの腹違いの姉たちは継承権から排除されていたためである。
1445年までにリチャードは騎士に叙任されている。おそらくはその年4月22日のマーガレット王妃の戴冠式においてである。1449年までにはヘンリー6世に仕え始めているようである。彼は父とともに北方での軍役に従事し、1448年から1449年までのスコットランドとの戦争に参加した。1452年にヨーク公リチャードが国王に対し反旗を翻し不首尾に終わった時には、ウォリックと父は国王の側に馳せ参じている。

### 内戦
1453年6月、サマセット公に対してグラモーガンの領主権の後見人たる権利が与えられた。これはこの時までウォリックが有していたディスペンサー家からの遺産の一部であった。両者の間には公然の対立が勃発した。同年の夏、国王は病に臥した。サマセット公は国王と王妃の寵臣であり、国王の健康状態が悪化していたために事実上完全に政府を支配していた。これはサマセット公と紛争を抱えるウォリックにとっては不利なものであり、ヨーク公との協力関係に向かわせることになった。フランスにおける軍事的敗北をうけた政治情勢は、サマセット公には逆風となりつつあった。
1454年3月27日、王室顧問官の一団がヨーク公を護国卿（protector of the realm）に指名した。ヨーク公はウォリックだけでなく、北方でパーシー家と対立を深めていたソールズベリー伯の支援も頼れるようになっていた。
ヨーク公の護国卿としての初めての任期は長くは続かなかった。1455年の初め、国王は権力の座、少なくとも正気を取り戻した。これによってサマセット公は再び真の権力者の座に返り咲いた。ウォリックはヨーク公とソールズベリー伯同様に領地に戻り、三者とも軍の召集を開始した。ロンドンへの進軍途中、セント・オールバンズで彼らは国王と遭遇し、両軍は戦闘を開始した（第一次セント・オールバンズの戦い）。戦闘は短時間のものであり、特に熾烈なものではなかった。しかし、これが薔薇戦争の名で知られる紛争において、ヨーク・ランカスター両家の武装化された敵意が衝突した最初だった。また、この戦いは国王が捕われ、サマセット公が戦死したという点においても重要なものであった。
ヨーク公の護国卿としての2期目は、1期目よりさらに短いものであった。1456年2月の議会で国王（この頃には王妃マーガレットの影響下にあった）は親政を再開した。この時までにウォリックは、ヨーク公の主要な同盟者としての地位をソールズベリー伯から引き継ぎ、ヨーク公を報復から守るため、この議会に出頭しさえした。この対立は、ウォリックの経歴においても転換点となった。というのも対立の結果として、彼がカレー総督に任命されたためである。このポストはその後続く争いにおける力の基盤をもたらした。1347年からイングランドの支配下にあった大陸の町カレーは、戦略的に極めて重要であるのみならず、イングランド最大の常備軍を擁していた。輸出羊毛指定市場を管理することで軍の給料を支払う手段を確保する立場であり、カレーの輸出羊毛指定市場はこのために作られていた。ヨーク派にとってカレーは極めて重要な場所であった。当初、守備隊やstapleとして知られる独占羊毛業者との間に支払いの延滞をめぐる争いが起こったが、7月にはウォリックはこの任に就いた。
一連の事件のあと、マーガレット王妃はなおもウォリックを王権に対する脅威とみなし、彼に対する供給を削減した。しかし1457年8月のフランスのサンドイッチ港攻撃が、フランス軍による全面侵略の恐怖を引き起こした。ウォリックは再び守備隊の維持とイングランド沿岸警備のための資金を供給された。王室の権威を無視し、ウォリックは1458年5月にはカスティーリャ王国艦隊に対して、数週間後にはハンザ同盟艦隊に対して海賊行為を働き、非常なる成功を収めた。また大陸においては、フランス王シャルル7世やブルゴーニュ公フィリップ3世（善良公）との関係構築に時間を費やした。確固とした軍事的名声と良好な国際関係を築き、守備隊の一部をイングランドに帰還させ、1459年夏、ウォリックは父及びヨーク公と対面した。

### ヨーク家の勝利
1459年9月、ウォリックはブロア・ヒースの戦いでランカスター家を破って間もないソールズベリー伯及びヨーク公と合流するため、イングランドへ渡航し、ラドローを目指し北上した。ラドフォード・ブリッジの近くで彼らの軍はランカスター軍に打ち負かされた。これはアンドリュー・トロロップの指揮下にあったウォリックのカレー派遣部隊が敗北したことに一因がある。これが明らかになったとき、兵士の大部分は王に武器を向けることに気乗りしなかったのである。国外に逃亡することを余儀なくされたヨーク公はダブリンに向かい、ウォリックとソールズベリー伯はヨーク公の息子マーチ伯エドワード（後のエドワード4世）とともにカレーへ落ち延びた。ウォリックにかわってサマセット公ヘンリー・ボーフォートがカレー総督に任命されたが、ヨーク側は何とかこの要塞を維持した。
1460年3月、ウォリックは今後の計画について協議するためアイルランドのヨーク公を訪ね、その後カレーに戻った。6月26日、彼はソールズベリー伯、マーチ伯とともにサンドウィッチに上陸し、ロンドンへ向け行軍した。ソールズベリー伯はロンドン塔の統制を任され、ウォリックはマーチ伯を伴って国王の追跡を行った。7月10日、ノーサンプトンにおいて国王は捕われ、バッキンガム公その他は戦死した。
9月になりヨーク公はアイルランドから帰還した。そしてこの年の10月議会において、ヨーク公は玉座の前まで歩み出て、手で触れるという挙に出た。簒奪を示すこの振る舞いは、議会の出席者に対し衝撃を与えた。ウォリックがこのヨーク公の計画を事前に知っていたかははっきりしないが、前年3月にアイルランドにおいて両者の間に合意があったことは推測される。しかしまもなく、この政権転覆が議会の貴族たちにとって受け入れがたいものであることが明確になり、妥協案が合意された。1460年10月30日に成立した合意令（Act of Accord）は、ヘンリー6世がその死まで王位にとどまることを認めるが、その息子エドワードの王位継承権は認められない。代わりにヨーク公が王位を継承し、それまでヨーク公は摂政の任にあたるというものであった。
この妥協案は双方にとって満足いくものではなく、さらなる紛争は避けがたいものであった。12月30日のウェイクフィールドの戦いで、ヨーク公とソールズベリー伯はヨーク公の次男ラットランド伯エドムンド、ウォリックの弟トマスとともに戦死した。ウォリックは北方に行軍したが、第二次セント・オールバンズの戦いで敗北し、逃亡を余儀なくされた。その後ウォリックは、ヨーク側の新たな王位請求者となったエドワード（モーティマーズ・クロスの戦いで重要な勝利を収めたばかりであった）の軍と合流した。
マーガレット王妃が次の行動を躊躇している間に、ウォリックとエドワードはロンドンに急行した。ロンドン市民はランカスター軍の粗暴な振る舞いに恐れおののいており、ヨーク家側に同情的であった。3月4日、エドワードは速やかに召集された議会においてエドワード4世を宣した。彼は国王の座を確固たるものとするため軍を北方に進め、ヨークシャーのタウトンでランカスター軍と衝突した。ウォリックはその前のフェリブリッジの戦いで足を負傷していたため、このタウトンの戦いでは大した役割は果たせなかった。
このイングランド史上まれな血なまぐさい戦いはヨーク側の完勝に終わり、ランカスター方の重要人物、ノーサンバランド伯ヘンリー・パーシー、アンドルー・トロロップといった人々が戦死した。マーガレット王妃はヘンリー6世やエドワード王太子とともに辛くもスコットランドへ落ちていった。エドワードは戴冠式のためにロンドンへ帰還し、ウォリックは北方の鎮定のためとどまった。

### 絶頂期
エドワード4世即位後のウォリックの立場は、それまでになく強固なものであった。彼は父親の財産を相続し、1462年には母親の所領とソールズベリー伯の称号を継承した。所領から年7000ポンドを超える収入があったが、これは（国王を除けば）イングランドのどの貴族よりも遥かに大きいものであった。エドワード4世はウォリックのカレー総督としての地位を承認し、他のいくつかの官職とともにイングランド海軍総司令官及びランカスター公領執事長に任命した。ネヴィル家の兄弟たちも恩恵を受けている。モンターギュ卿ジョン・ネヴィルは1463年にイースト・マーチの長官に任じられ、翌年ノーサンバランド伯に叙された。エクセター司教ジョージ・ネヴィルは大法官としての地位を承認され、1465年にはヨーク大司教に昇格された。
1461年後半までに北方での蜂起は鎮圧され、1462年夏にはウォリックはスコットランドとの和平交渉を行った。同年10月、マーガレット王妃はフランスから兵を入れてイングランドに侵攻し、アニック城とバンバラ城を占拠した。ウォリックは両城の再奪還の手はずを整えなければならなくなったが、これは1463年1月までには達成された。ラルフ・パーシーを含む反乱の指導者たちは赦免され、そのまま奪還された城の守備を任された。この時点でウォリックは南に移っても十分に安全であると確信し、2月には父親と兄弟の遺体をバイシャム修道院に埋葬した。3月にはウェストミンスターの議会に出席した。
しかし同年春、北方で再び反乱が起こった。ラルフ・パーシーがノラム城を包囲したのである。ウォリックは北方に戻ってノラム城を救援したが、ランカスター方はノーサンバランドを占領したままであり、政府は外交的手段に切り替えるよう決めた。スコットランド及びフランスと個別に和平交渉が行われ、これによりウォリックは反乱軍に占拠されていたノーサンバランドの諸城を奪還することができた。今度は慈悲が与えられることはなく、約30名の反乱の首謀者が処刑された。

### 決裂の兆し
フランスとの交渉においてウォリックは、エドワード国王がフランス王室との婚姻に関心を持っているとほのめかした。意中の相手はルイ11世の王妃シャルロットの妹でサヴォイア公ルドヴィーコの娘のボナであるとされた。しかしこの縁談は実現しなかった。1464年9月、エドワードが既にエリザベス・ウッドヴィルと結婚したことを公表したからである。この結婚はウォリックにとって大変な侮辱であった。彼の進めていた計画が妨害されたためだけでなく、国王が秘密に事を進めていたためである。
同年5月1日に婚約が成立していたこの結婚は、顧問会議においてウォリックがフランスとの縁談を国王に勧めるまで公にされなかった。その間にウォリックは、国王が縁談に真剣であると結果的にフランスを欺いてしまうことになった。エドワードにとっては恋愛結婚であったろうが、結局彼はウッドヴィル家をウォリックから独立した権門にしようとした。
この出来事は両者の関係にとって決定打とはならなかったが、この時を境にウォリックは次第に宮廷から遠ざかるようになっていった。ウォリックの弟ジョージがヨーク大司教に昇進したことは、なおもウォリックが王の寵臣であったことを示している。1465年7月、ヘンリー6世が再び囚われの身となったとき、落魄した元国王をロンドン塔へ連行したのはウォリックであった。
1466年春、ウォリックはフランス及びブルゴーニュ公国との交渉のため、再び大陸に派遣された。交渉はエドワードの妹マーガレットの婚姻に関する提案を中心に行われた。ウォリックは次第にフランスの外交筋に好意を持つようになっていた。その間、エドワードの義父で大蔵卿に任命されたリヴァーズ伯リチャード・ウッドヴィルは同盟者であるブルゴーニュ側寄りとなっていた。このことはイングランド宮廷内での紛争を引き起こした。
この紛争は、10月にエドワードがブルゴーニュ公国との秘密条約に署名し、一方でウォリックがフランスと偽りの交渉を継続することを強いられたという事実をもっても緩和されることはなかった。その後、ジョージ・ネヴィルは大法官を罷免され、一方でエドワードはウォリックの長女イザベルとエドワードの弟クラレンス公ジョージとの縁談を考慮することを拒否した。こうして、宮廷の支配者としての地位がリヴァース伯に取って代わられていることが、次第に明らかになっていった。
1467年秋、ウォリックがランカスター方に共鳴しているとの噂が流れた。ウォリックは喚問のために宮廷に出頭することは拒絶したが、書面にてこの噂を否定し、国王はこの書状を受け入れた。同年7月、ウォリックのカレー総督の地位を代行するウェンロック卿がランカスター方の陰謀に関与していることが明るみに出た。また1469年初めにはオックスフォード伯ジョン・ド・ヴィアーが関与する別のランカスターの陰謀が明らかになった。これらの事件によって、エドワードの治世への不満が広がっていることとウォリックのつけ込む隙があることが次第に明らかになっていった。

### 反乱
ウォリックは、彼の不在中リデスデールのロビンに率いられたヨークシャーの反乱に共鳴した。ウォリックの計画は、エドワードの弟クラレンス公ジョージを、玉座に即けることを前提に自陣に取り込むことであった。19歳のクラレンス公は、兄のような才能の持ち主であることを示してはいたが、嫉妬深く、野心が勝ちすぎていた。7月、2人はカレーに渡り、そこでクラレンス公はイザベルと結婚した。彼らはイングランドへ戻り、北方の反乱に加わるためケントで兵を徴集した。
その間、国王軍はエッジコートで敗北し、ペンブルック伯ウィリアム・ハーバートは殺された。その他の指揮官、デヴォン伯ハンフリー・スタフォードは捕われ、群集のリンチに遭った。その後リヴァース伯とその息子ジョンも逮捕され処刑された。軍が打ち負かされ、国王は大司教ネヴィルによって逮捕された。国王はウォリック城に軟禁され、8月には北方のミドルハム城に移された。しかし、結局国王なしに統治することは不可能であることが分かり、1469年9月、政情不安からウォリックは国王を釈放することを余儀なくされた。
数ヶ月間、国王とウォリックの間に暫定的な小康状態がもたらされたが、ヘンリー・パーシーにノーサンバランド伯爵領を回復させたことは、完全な和解の芽を摘んでしまった。リンカーンシャーでの騒擾のため国王が北方に向かったとき、罠が仕掛けられ、国王はウォリックの手の者に襲撃されていたかも知れない。しかし、この陰謀はウェリス卿がルーズコート・フィールドの戦いで敗北し、計画を漏らしたために国王の知るところとなった。
ウォリックはまもなく計画を諦め、クラレンス公とともに再度国外へ逃げようとした。しかし、カレーに入ることを拒否され、フランスのルイ11世の庇護を求めた。ルイはウォリックとマーガレット王妃との和解を調停し、協定の一部として、マーガレットとヘンリー6世の息子エドワードとウォリックの娘アンとの結婚が決められた。この同盟の目的はヘンリー6世を復位させることであった。再びウォリックは北方での反乱を仕組み、国王を排除すべく彼とクラレンスは9月13日、ダートマスとプリマスに上陸した。
ウォリックの側に殺到した多くの者の中に、弟のモンターギュ侯がいた。彼は先の反乱には参加していなかったが、ノーサンバランド伯爵領の回復の件で王への忠誠が報われなかったことに失望していた。今回は国王への罠は有効であった。国王が南へと急いだとき、モンターギュ侯の軍が北から接近したのである。国王は自らが包囲されていることを覚った。10月2日、エドワードはネーデルランドへ落ち延びた。ヘンリー元国王が返り咲き、ウォリックは側近としての才をもって真の統治者として振舞った。11月の議会でエドワードは領地と称号を剥奪され、クラレンスはヨーク公爵領を与えられた。

### 最期
しかしこの時、対外関係が割って入った。フランス王ルイ11世がブルゴーニュ公国に宣戦布告し、シャルル豪胆公は王位を奪還するのに必要な遠征軍をエドワードに与えた。3月14日、エドワードはノーサンバランド伯の同意を得て、ヨークシャーのレイヴンスパーンに上陸した。ウォリックはマーガレット王妃とその息子エドワードを待っていた。彼らはフランスから援軍を連れてくるはずだったが、悪天候のため大陸に足止めされていた。この時点でエドワードは弟クラレンスの支援を受けていた。彼は新たにランカスター方に与したことで不利な立場に置かれていることに気付いていた。
クラレンスの離脱はウォリックの力を殺いだが、彼はいまだにエドワードを追っていた。4月14日、両軍はバーネットで衝突した。霧と視界不良のため戦場は混乱に陥り、ランカスター兵は同士討ちを始めた。敗戦を目の当たりにし、ウォリックは戦場からの逃走を試みたが、馬から落とされ討ち取られた。

### 死後
ウォリックの遺体は、同じくバーネットで戦死した弟モンターギュ侯とともに、彼らがまだ生きているとの噂を打ち消すため、ロンドンのセント・ポール大聖堂に晒された。彼らの遺体はジョージ・ネヴィル大司教に引き渡され、父祖の眠るバイシャム修道院に埋葬された。同年5月4日、エドワード国王はマーガレット・オブ・アンジューとその子エドワードが率いるランカスターの残党をテュークスベリーの戦いで打ち破り、エドワード前王太子を殺害した。その後まもなく、ヘンリー6世がロンドン塔で死亡したことが報告された。ランカスターの王統を根絶やし、エドワードは1483年のその死まで心安く統治することができた。
ウォリックの官職は国王の弟たち、クラレンス公と後にリチャード3世となるグロスター公の間で分けられた。式部卿とアイルランド総督はクラレンスが、イングランド海軍総司令官とウェスト・マーチの長官はリチャードが引き継いだ。クラレンスはさらにウォリック、ソールズベリーの両伯爵領も引き継いだ。ウォリックの所領は没収され、王の直轄下に置かれていた。1472年、グロスター公がウォリックの年少の娘でエドワード王太子の死により未亡人となっていたアンと結婚したとき、両王弟の間でビーチャム家、デスペンサー家の遺産をめぐって争いが起こった。最終的に調停によって領地は分割されたが、クラレンスは不満であった。1477年、クラレンスは再び兄王に陰謀を仕掛けた。今度はエドワードは慈悲をかけず、クラレンスは翌年処刑された。
生き残ったクラレンスの2人の子のうち、息子のエドワードは1499年に大逆罪で処刑され（このときの王はヘンリー7世）、1541年、娘のマーガレットも同じ運命を迎えた（彼女はプランタジネット家最後の生き残りであったが、ヘンリー8世の命で処刑された）。モンターギュ侯の息子ジョージはネヴィル家の男子相続人となったが、遺産を相続することなく1483年に亡くなった。ネヴィル家の遺産の多くは王となったリチャードのもとに帰し、ネヴィル家は絶えた。

## 歴史的評価
リチャード・ネヴィルに関する初期の資料は二つに分けられる。一つは初期のヨーク派についての同情的な年代記、あるいはこれらに基づく「王侯の鑑」（1559年）のような作品である。もう一つはエドワード4世の命でウォリックの没落後に編纂された「エドワード4世帰還史」といった年代記であり、ウォリックに対してはより否定的な立場を取っている。「王侯の鑑」はウォリックを偉大な人物として描いており、人々に愛され、王座に押し上げるのに手を貸した相手に裏切られたとしている。もう一方の見方はシェイクスピアの「ヘンリー六世」三部作に見られるものであり、自尊心と利己心に駆られ、思うままに王位を操ったとするものである。
しかし時とともに、後者の見方が優勢となった。18世紀から19世紀の啓蒙主義者あるいはホイッグ史家は、中央集権化された立憲君主制への発展を妨げた者（ちょうどウォリックがエドワード4世との争いの中でやったように）はいかなる者でも糾弾した。デイヴィッド・ヒュームはウォリックを「国王を威圧し、正常な民政を不能にした大諸侯たちの中でもっとも強大で同時に最後の人物」と称している。後世の作家たちは、ウォリックの性格的特質を賞賛する者と、その政治上の振る舞いを非難する者とに分かれている。ロマン派の小説家リットン卿は、歴史小説『諸侯たちの終焉』 (The Last of the Barons) の中でヒュームの主題に理解を示している。リットンは騎士道を体現した悲劇的英雄としてウォリックを描いているが、それでもやはり彼はもはや過去の遺物なのだった。
19世紀後半の軍事史家チャールズ・オマンは、ウォリックの民衆の感情に訴えかける才能を認めているが、軍指揮官としての欠陥も指摘している。オマンはウォリックを「教え子のエドワードが示したような軍事的天才の高みには至らなかった」伝統的戦略家としている。1957年から刊行されたポール・ケンダルの有名な伝記はウォリックに同情的な見解をとっているが、結局は自身の行き過ぎた野心の犠牲者となったのだと結論付けている。
マイケル・ヒックスやA・J・ポラードといったより近年の歴史家たちは、現代の理念に照らすより当時の基準でウォリックを捉えようとしている。ウォリックがエドワードから受けた侮辱（エドワードの秘密裏の結婚、フランスとの外交ルートの拒絶を含む）は重大である。国事において重要な地位を求めたのは、偉大さに幻惑された結果というより、大陸の君主たちの間でウォリックが享受していた高い地位によって認められたものであった。さらに、ウォリックの主張は当時の人々からは不当なものとは見なされていなかった。それは、1469年の1回目の反乱時には国王をしのぐ人気があったことから見て取れる。
一方で、ウォリックが国王からの仕打ちに容易に我慢ならなかったように、エドワードも政治の舞台でウォリックが突出することは受け入れ難かったのである。ウォリックが権力の座にとどまろうとする限り、エドワードは国王の権威を十分に行使することはできず、結局争いが起こることは不可避だったのである。